# Como una liebre en marzo

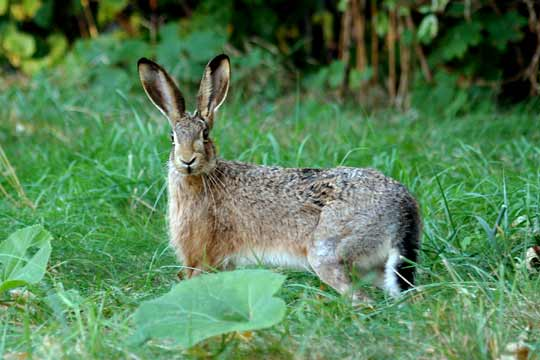
Liebre sobre la hierba.

Estar “loco como una liebre en marzo” es una frase hecha, usada en países de habla inglesa (especialmente en Gran Bretaña) y que proviene de la observación de la conducta de las liebres (género Lepus) durante su época de apareamiento (primavera), cuando los machos “boxean” por las hembras. La frase puede ser extrapolada a la conducta de cualquier animal o persona que se comporta de la manera aparentemente tan absurda e inexplicable como una liebre en marzo.
La frase se popularizó en países de habla no inglesa a raíz de la inclusión por parte del escritor Lewis Carroll del personaje “La liebre de marzo” (March Hare) en su famosa novela Alicia en el país de las maravillas.